# Pittsburgh nella guerra di secessione americana

La bandiera di Pittsburgh.

Pittsburgh nella guerra di secessione americana fu una città ricca e fiorente, una fonte importante per il suo significativo contributo dato in termini di personale, materiale bellico, armamenti, munizioni ed altri rifornimenti di vario tipo all'Union Army.
Situata alla confluenza del Monongahela, del fiume Allegheny e del fiume Ohio, divenne presto un rilevante snodo nelle vie direttrici dei trasporti, sia per quello fluviale che per quello ferroviario oltre che via terra attraverso il proprio avanzato sistema stradale.

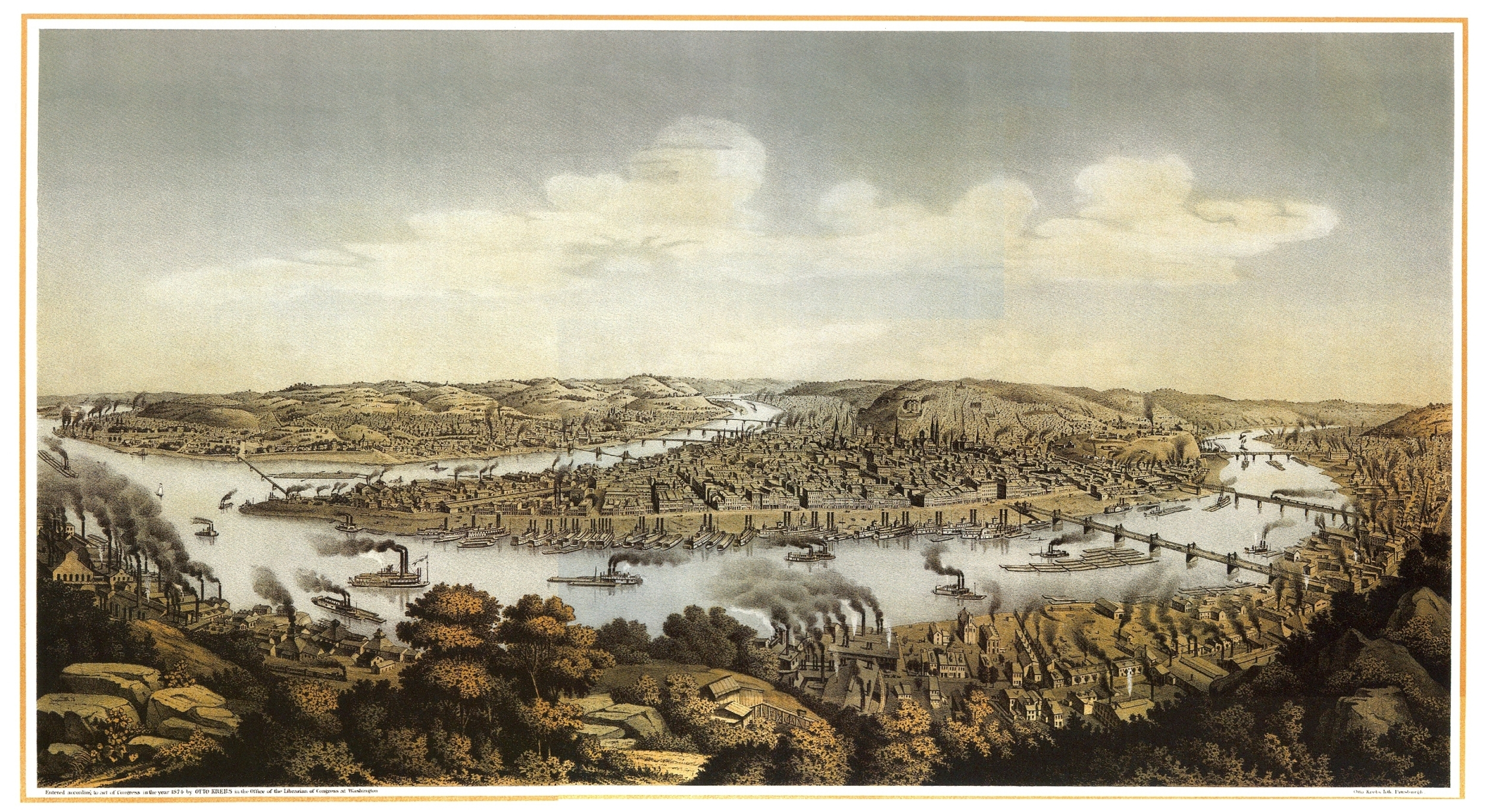
Litografia che mostra la veduta panoramica della città di Pittsburgh da Mount Washington.

## Produzione di materiali
L'industria del ferro antebellica aveva largamente prosperato, alimentata dal facile accesso al carbone, ai minerali ferrosi e ad altre materie prime, nonché alle scorrevoli vie di trasporto atte a portare il ferro sul mercato finanziario. Nel 1859 le fornaci di Clinton e Soho introdussero la tecnica di fusione del Carbone#coke nella regione.

Uno degli edifici dell'Allegheny arsenal.

Nel giro di 3 anni i sempre crescenti bisogni dovuti allo sforzo militare nel corso della guerra civile stimolarono l'economia cittadina grazie ad un consistente aumento della produzione di ferro ed armamenti, in particolar modo all'Allegheny arsenal e alla Fort Pitt Foundry.
La produzione di materiale bellico comprese navi da battaglia corazzate e i primi 21 cannoni da artiglieria pesante al mondo; al termine del conflitto oltre la metà dell'acciaio e più di 1/3 di tutto il vetro statunitense venivano prodotti a Pittsburgh.

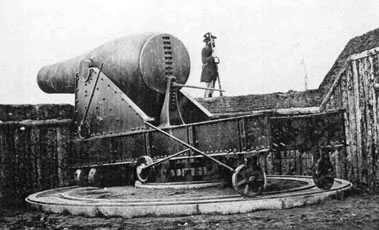
Un esemplare di cannone Rodman.

Durante la guerra l'industria metalmeccanica fornì quantità significative di armi e munizioni. La fonderia di Fort Pitt fabbricò enormi pezzi di ferro per obice e mortai giganti da assedio, tra i più grandi cannoni esistenti allora al mondo; uno di questi ultimi fu il cannone Rodman da 20 pollici con caricamento a canna liscia utilizzato per la difesa costiera.
I fonditori cittadini realizzeranno in tutto 1.193 cannoni (il 15% della produzione totale di artiglieria bellica nazionale) e quasi 200.000 proiettili. Altre importanti fabbriche della zona compresero "Singer, Nimick and Co." (produttore di fucili d'ordinanza) e "Smith, Park and Co.", con più di 300.000 proiettili all'attivo. Il settore industriale di Pittsburgh fabbricò collettivamente il 10% della produzione totale statunitense di artiglieria da campagna.
L'"Allegheny arsenal" fu la principale struttura di produzione militare per gli equipaggiamenti dell'esercito, così come le selle ed altre attrezzature della cavalleria; fabbricò inoltre 40.000 cartucce giornaliere (oltre 14 milioni all'anno), fornendo in tal modo tra il 5 e il 10% del fabbisogno annuale di munizioni per armi di piccolo calibro. Nel pomeriggio del 17 settembre 1862 avvenne un'improvvisa esplosione (coincidente con la battaglia di Antietam nell'ambito della Campagna del Maryland) la quale finì con l'uccidere 78 operai, per lo più giovani donne.

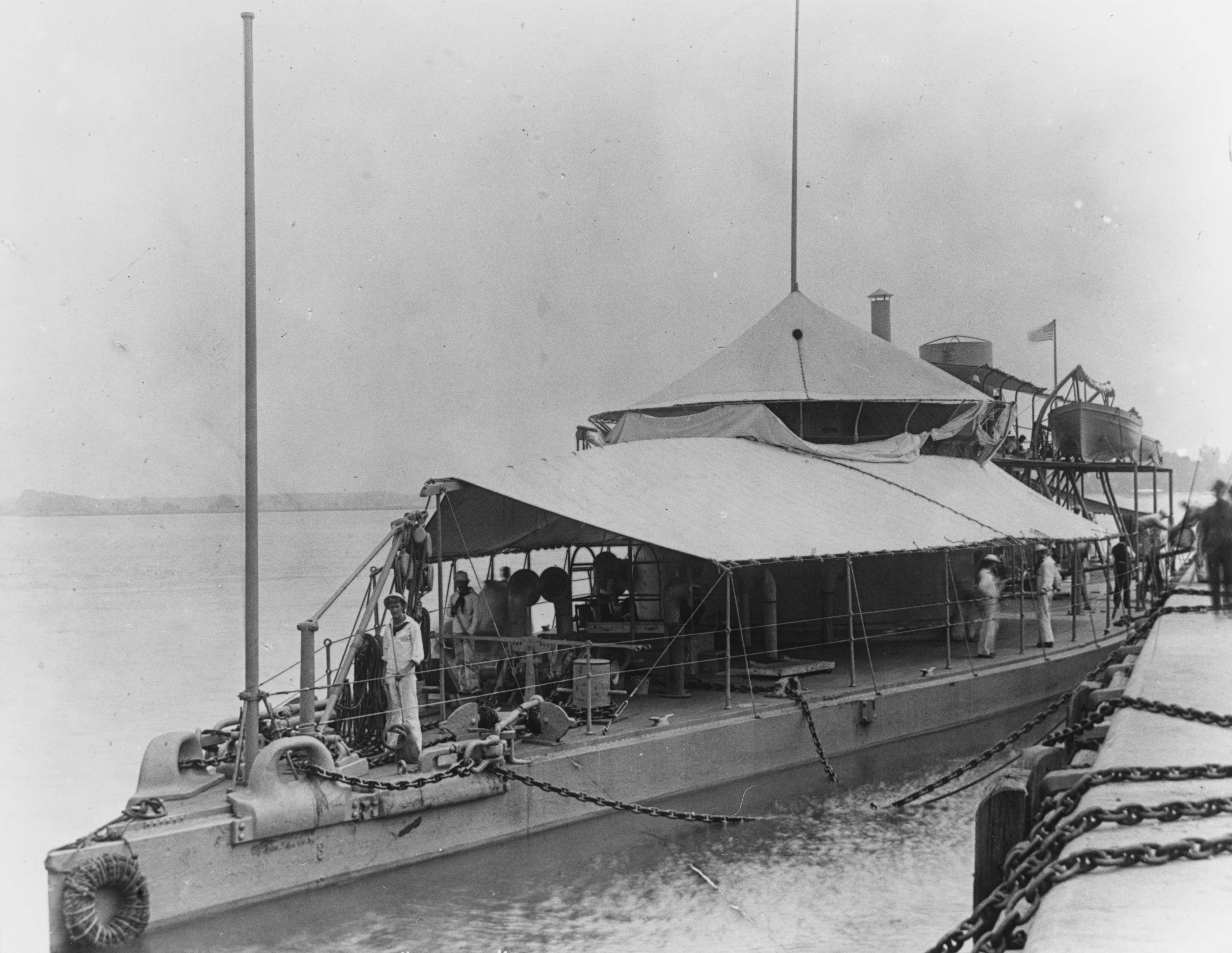
La USS Ajax ancora in servizio durante la guerra ispano-americana.

Sempre a Pittsburgh 5 arieti navali di Classe Ellet vennero riconvertiti partendo da rimorchiatori civili; inoltre altre 4 chiatte furono costruite dalla chiglia in su: la USS Manayunk (poi USS Ajax), la USS Marietta, la USS Sandusky e la USS Umpqua. I laminatoi cittadini fornirono la corazzatura necessaria per molte delle imbarcazioni che venivano costruite a New York e a Filadelfia.

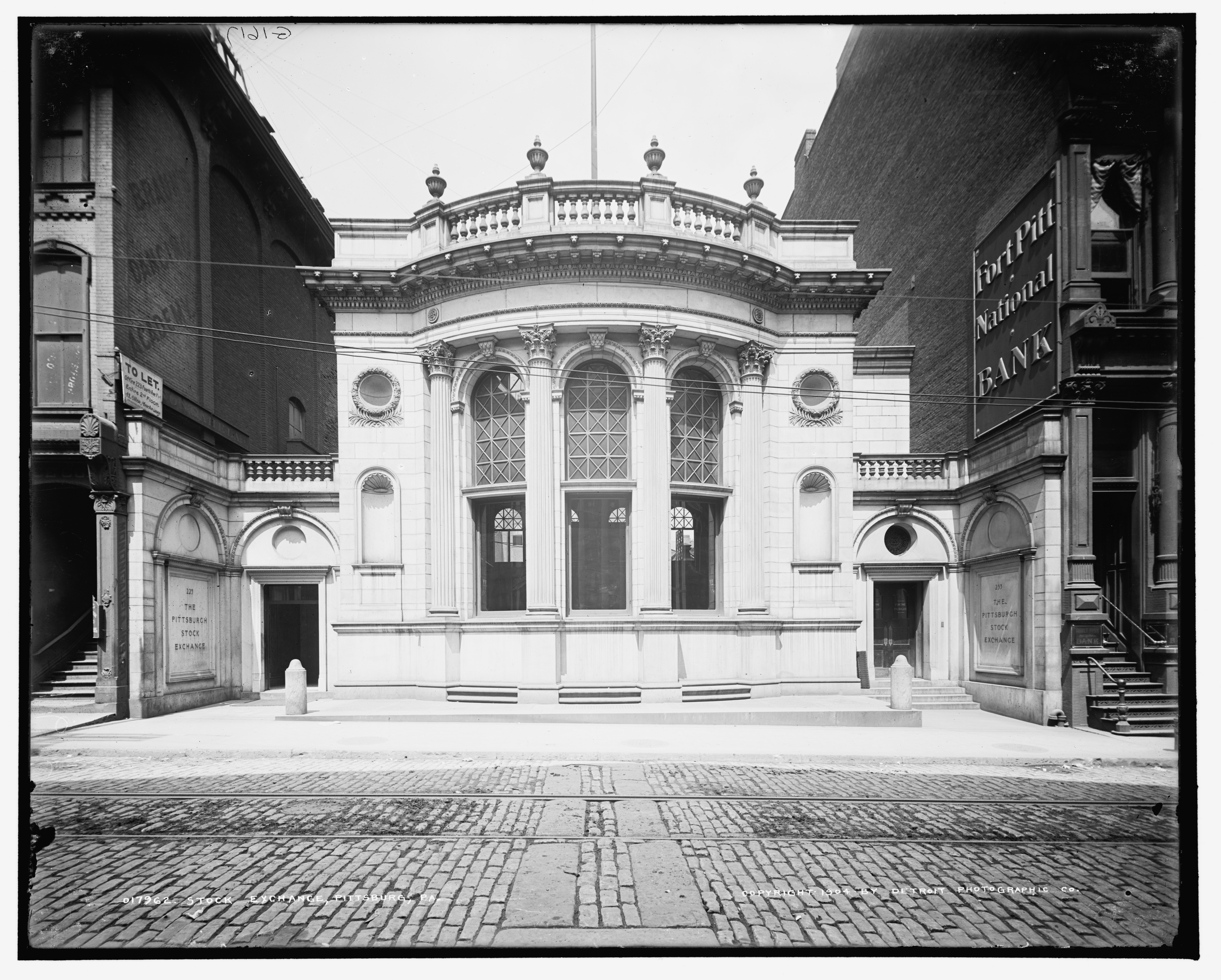
La Pittsburgh Stock Exchange.

La gestione centenaria da parte della città nell'ospitare un'importante borsa valori (la Pittsburgh Stock Exchange) può venir fatta risalire proprio al petrolio - scoperto qualche anno prima in Pennsylvania - scambiato a Pittsburgh negli anni di guerra, con la creazione della "Thurston's Oil Exchange" sulla Fourth Avenue, in pieno centro cittadino.

## Opere difensive
Sia il Raid di Morgan proveniente da Ovest che il Raid Jones-Imboden da Sud arrivarono fin quasi ad un giorno di marcia dalla città prima di essere bloccati e quindi costretti a darsi alla fuga.
Preoccupato per il fatto che il Confederate States Army potesse giungere a bersagliare Pittsburgh dando così il via ad un'invasione del territorio il Dipartimento della Guerra istituì l'apposito "Dipartimento di Monongahela", ciò per fornire formalmente una presenza militare federale nella Pennsylvania occidentale durante la Campagna di Gettysburg, installando il proprio quartier generale proprio a Pittsburgh.

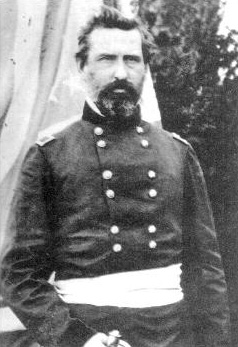
Foto di William Thomas Harbaugh Brooks.

Venne quindi tosto inviato il maggior generale William Thomas Harbaugh Brooks col compito di preparare le adeguate strutture difensive; questi autorizzò lo scavo per la costruzione di diverse miglia di terrapieni e tutta una serie di piccole fortezze volte a mantenere sotto uno stretto controllo l'accesso alla città.
Sospese la vendita di liquore e mise la cittadinanza al lavoro facendo scavare opere di trinceramento ed erigere fortini: alle numerose rivendite di bevanda alcolica e ai saloon venne richiesta la chiusura a tempo indeterminato; ma molti fecero resistenza.
Fra tali bastioni vi fu "Fort Robert Smalls", una ridotta fatta costruire da afroamericani liberi su "McGuire's Hill", all'imboccatura del "Becks Run" sulle Arlington Heights (Pittsburgh).. Un'altra di queste fortificazioni di emergenza fu il terrapieno a struttura circolare conosciuto come Fort Laughlin, approntato dai dipendenti della Jones and Laughlin Steel Company sulla "collina di John Ormsby" (in tempi odierni parte dell'Arlington Park in Arlington Avenue e conosciuto anche come Fort McKinley o Fort Ormsby).
Contemporaneamente ad esso venne innalzato anche Fort Jones, così chiamato dal nome del comproprietario del mulino presente sul sito, Benjamin Franklin Jones; venne ad occupare la cima di una collina a Mount Oliver (Pennsylvania). A volte conosciuto anche come Fort Jackson, in onore del Brigadier generale Conrad Feger Jackson, rimasto ucciso nel corso della battaglia di Fredericksburg del dicembre 1862 nell'ambito della Virginia nella guerra di secessione americana.
Vi fu anche Fort Black a Greenfield (Pittsburgh).

## Personalità cittadine
La grande area metropolitana di Pittsburgh fu il luogo di nascita o residenza di molti ufficiali sia dell'Union Army che dell'Union Navy, così come anche di alcuni importanti uomini politici dell'epoca.

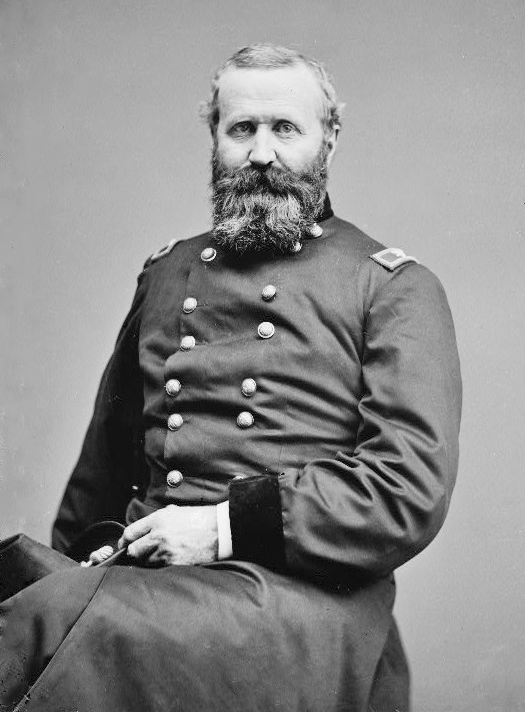
Brevetto (militare) Maggior generale Alexander Hays
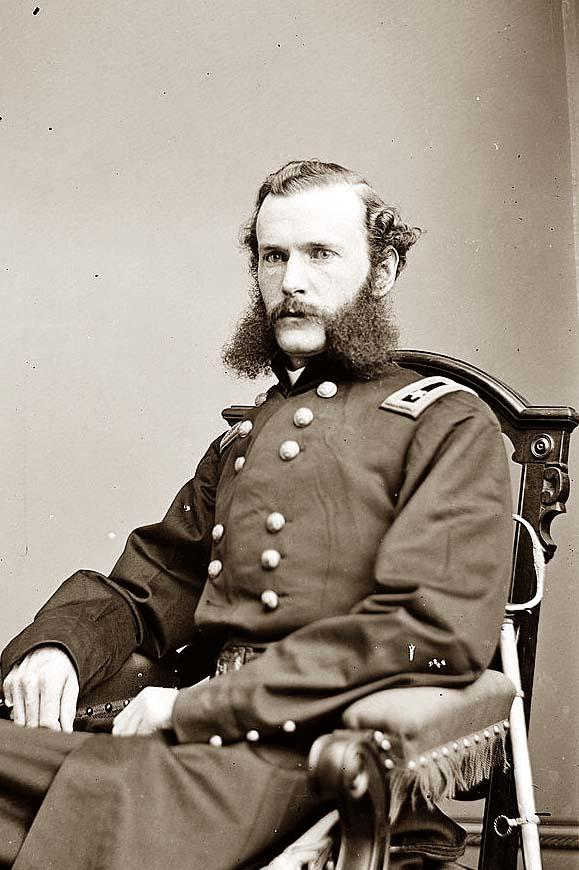
Maggior generale Francis Jay Herron
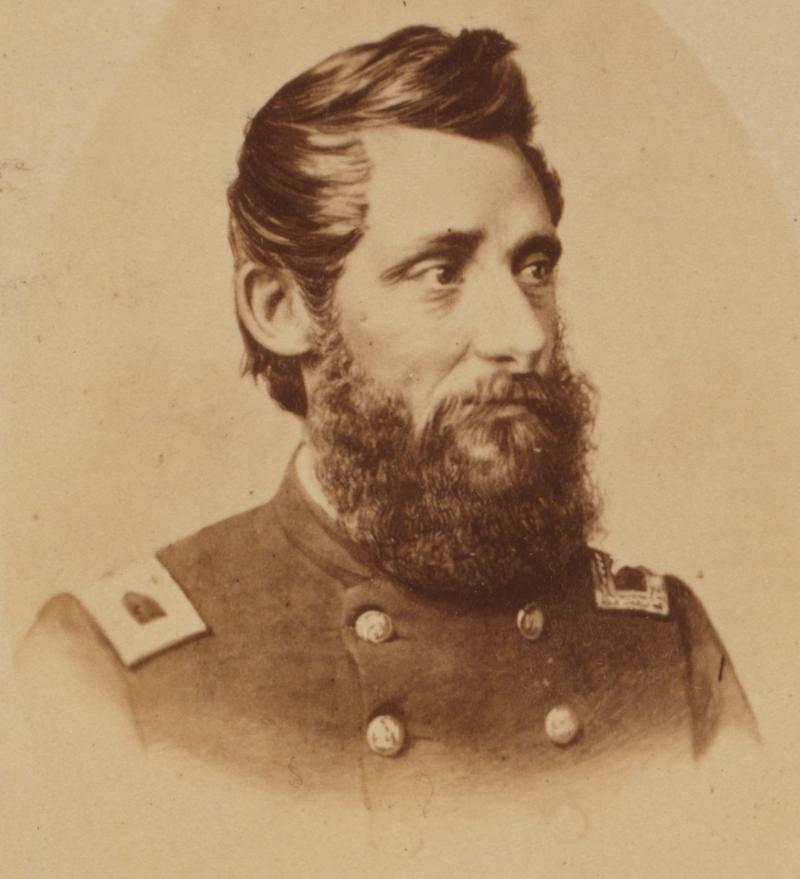
Brigadier generale Benjamin Henry Grierson
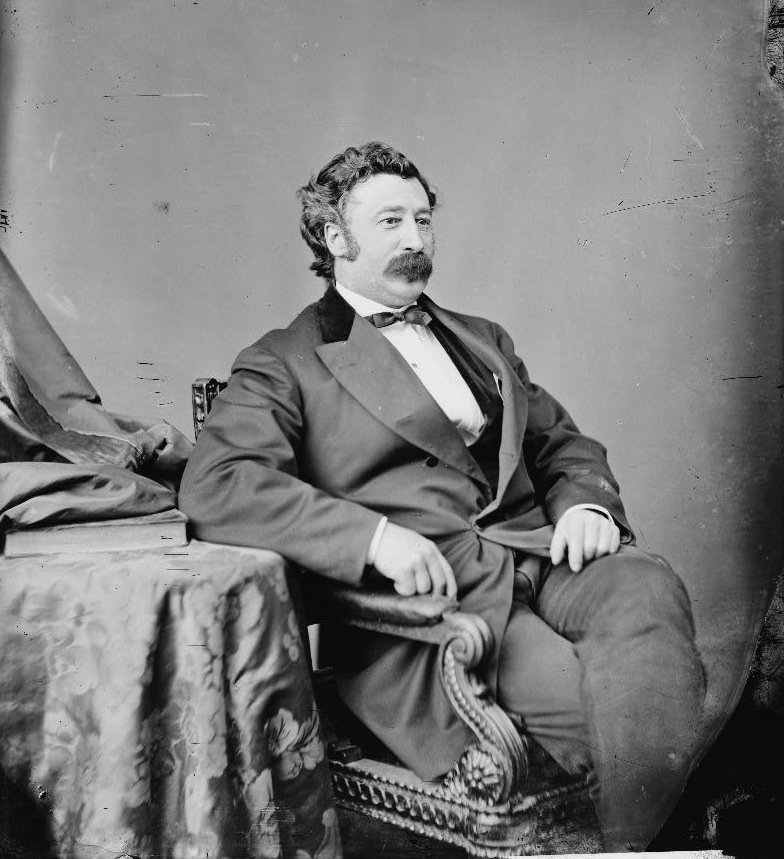
Brigadier generale James Scott Negley
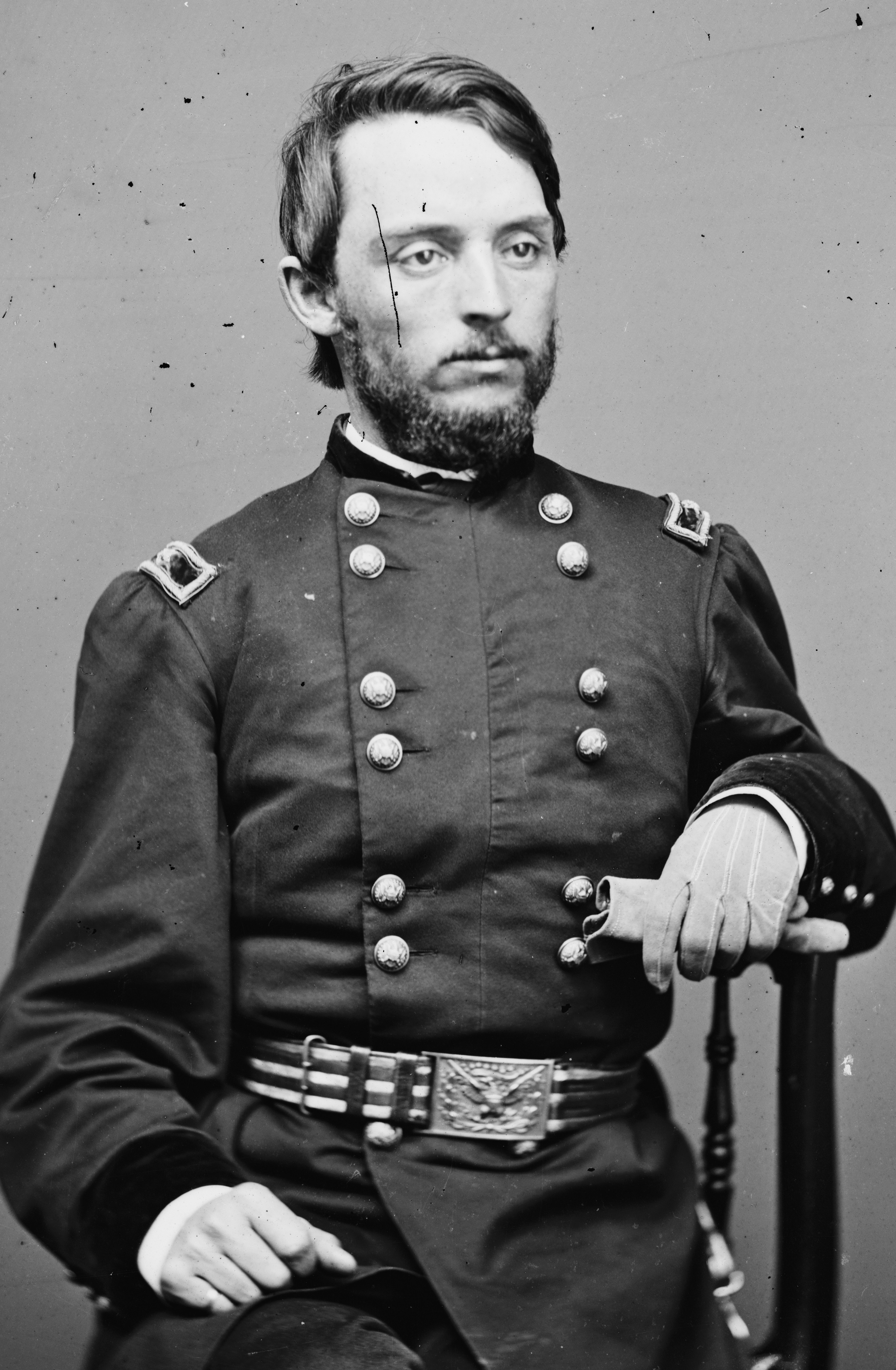
Brigadier generale John Murray Corse
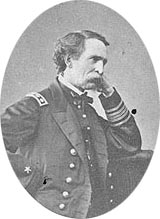
Commodoro Alexander Murray (militare)
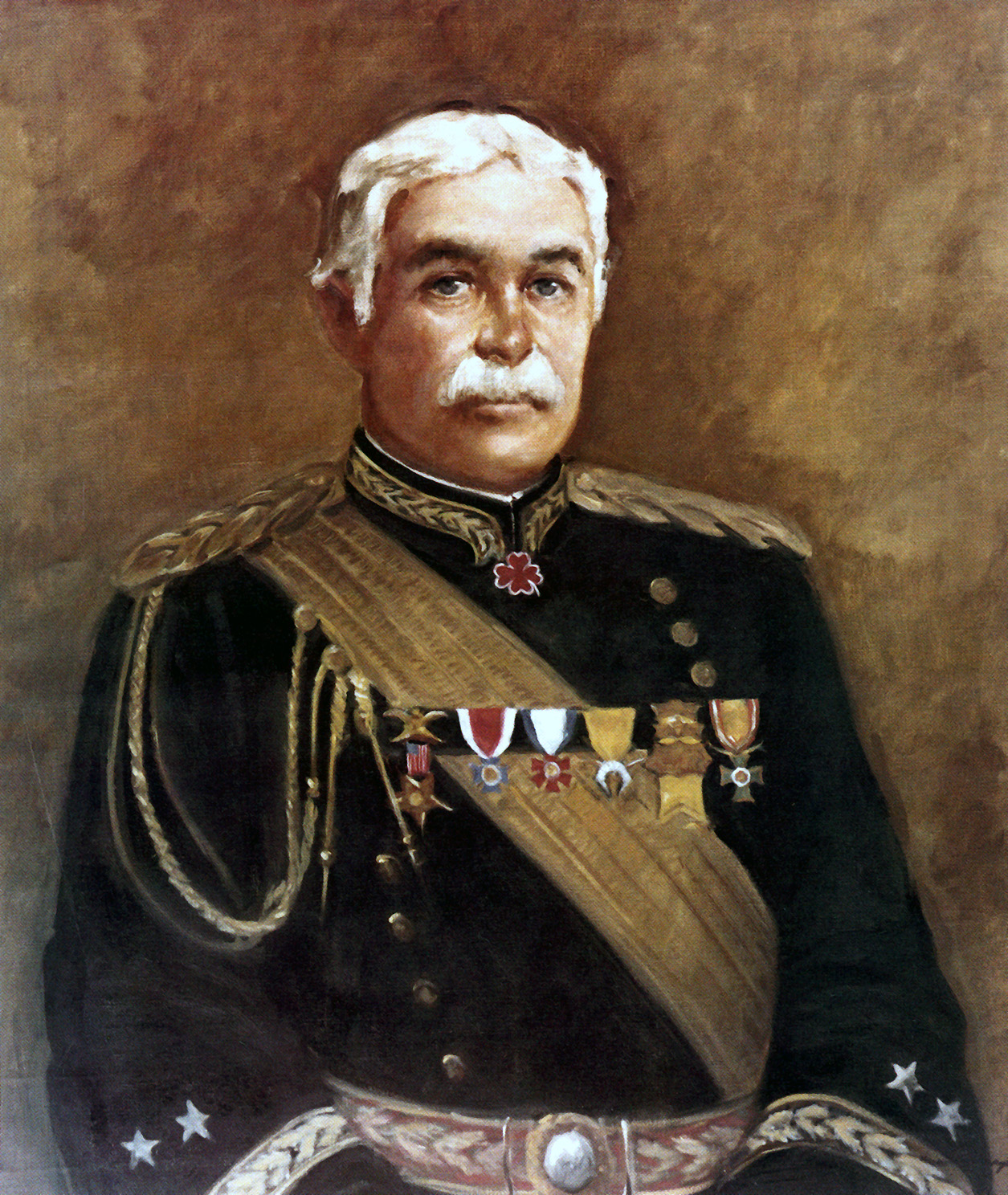
Brevetto Brigadier generale Samuel Baldwin Marks Young
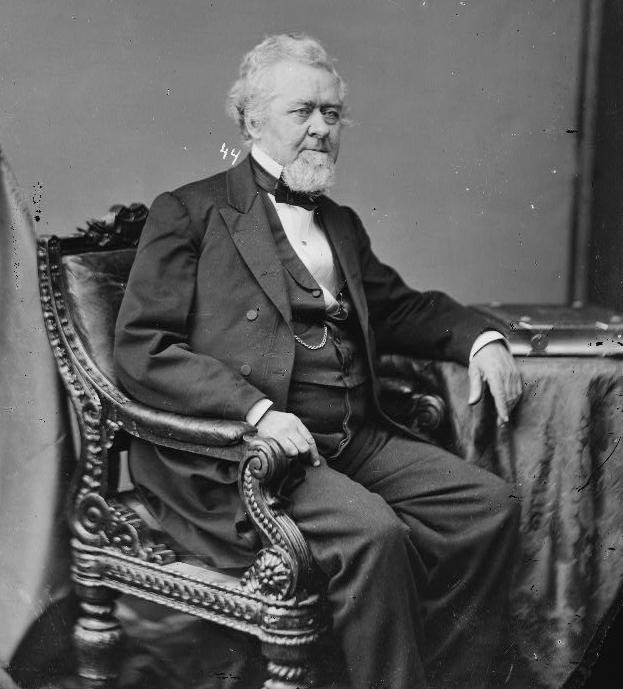
Deputato del Partito Repubblicano Thomas Williams (politico)

Altre personalità nate nella zona includono il colonnello Daniel Leasure, il membro della Camera dei Rappresentanti Robert McKnight, l'industriale William Metcalf e il Brigadier generale Thomas Algeo Rowley.

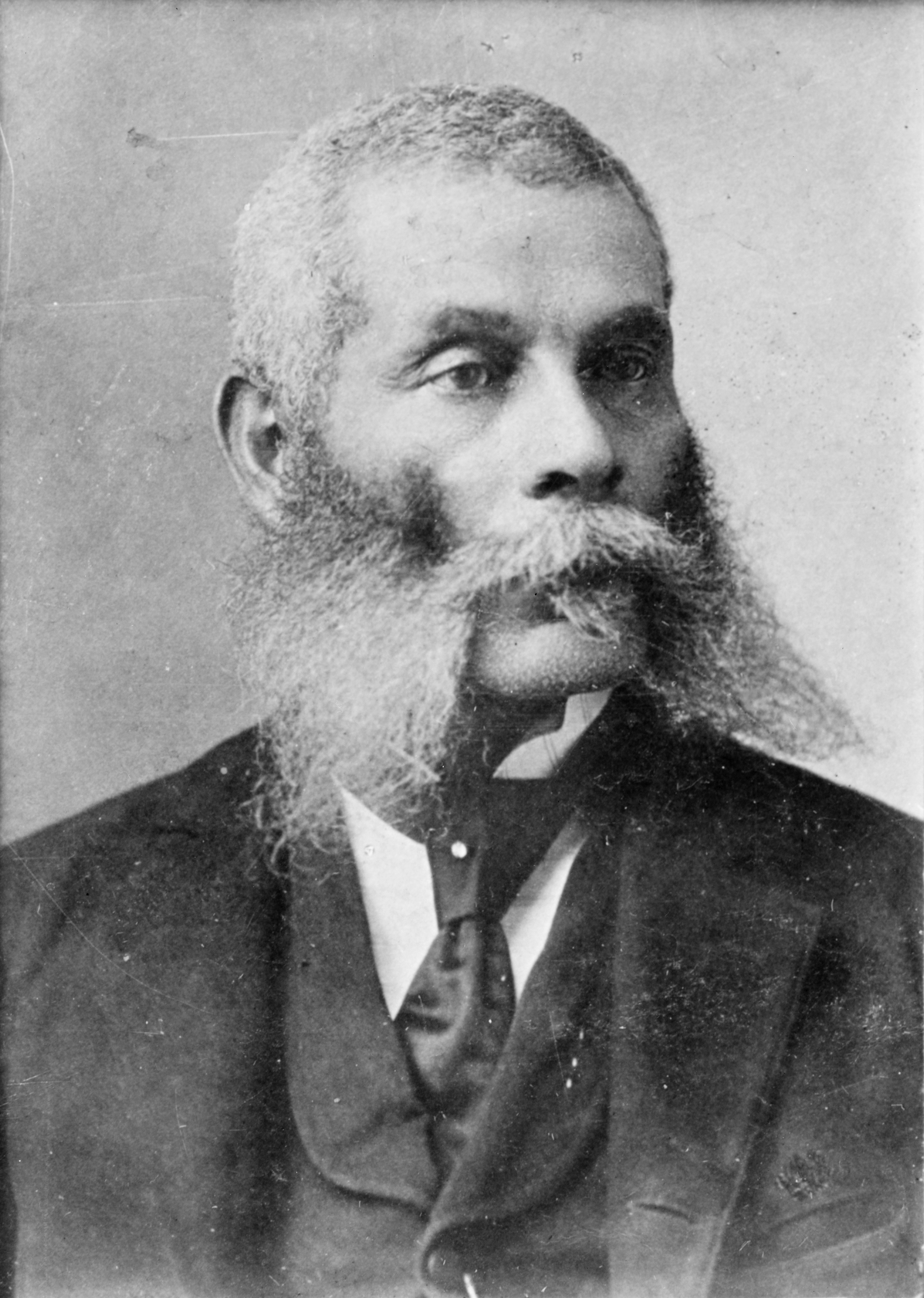
Alexander Kelly, primo sergente delle United States Colored Troops.

Tra i destinatari della Medal of Honor per azioni di rilievo compiute durante la guerra civile vi fu Alexander Kelly, un nero libero che combatté nel sesto United States Colored Troops.
I sindaci di Pittsburgh durante gli anni del conflitto furono George Wilson (1860 - 62), Benair Clement Sawyer (1862 - 64) e James Lowry, Jr. (1864 - 1866).

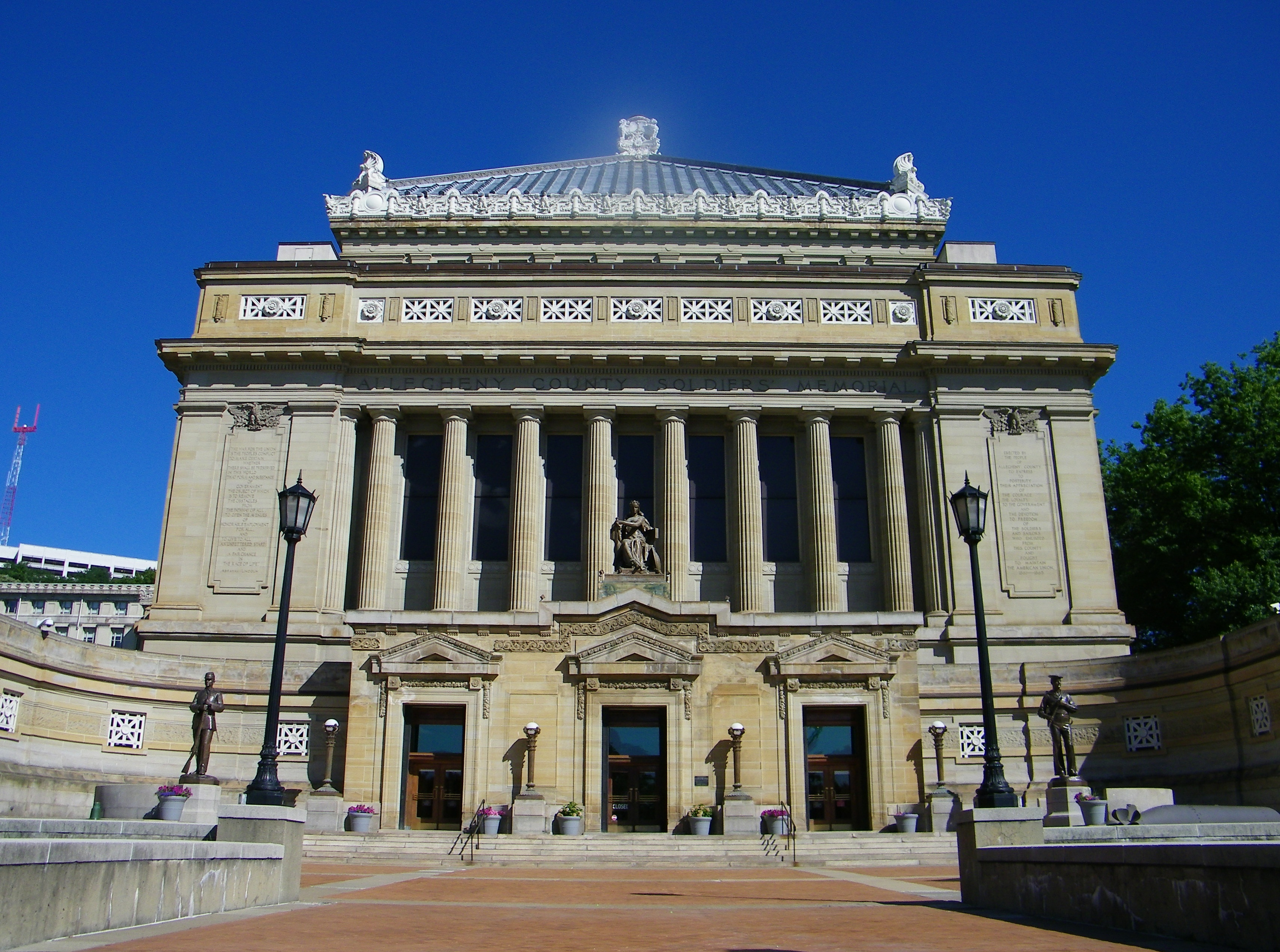
Facciata del Soldiers and Sailors Memorial Hall and Museum.

## Memoriali
Il Soldiers and Sailors Memorial Hall and Museum è un punto di riferimento del National Register of Historic Places. È il più grande memoriale presente negli Stati Uniti d'America dedicato esclusivamente a onorare tutti i rami dei veterani militari e del personale di servizio.
Nel 2014 è stata proposta l'istituzione di un piccolo parco su Mount Washington che si affaccia sul Saw Mill Run, ove rimangono ancora ben visibili i resti delle difese sul terreno circostante.